# Ludovic Russ senior
Ludovic Russ senior (n. 16 august 1816, Pfaffenschlag, Austro-Ungaria – d. noiembrie (S.V.) 1888, Iași) a fost un medic chirurg austriac stabilit în Moldova, șef al serviciului de chirurgie de la Spitalul „Sf. Spiridon” din Iași și profesor la Facultatea de Medicină din Iași.

## Biografie

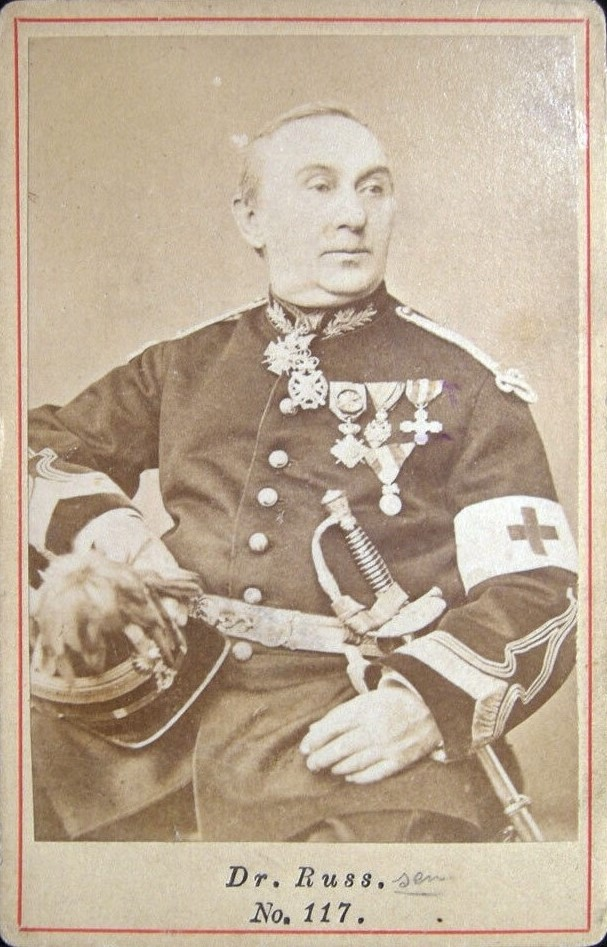
Dr. Ludovic Russ senior

Ludovic Russ s-a născut în Austria dintr-o familie de nobili germani originară din țările baltice. A urmat studiile medicale la Viena și a obținut, în 1841, diploma de magistru în chirurgie; ulterior, în 1857, a obținut doctoratul în medicină la Universitatea din Halle. Recomandat domnitorului Mihai Sturza care căuta personal calificat pentru organizarea asistenței medicale în Moldova, Ludovic Russ se stabilește la Iași în 1843 și activează o scurta perioadă la Spitalul Militar și apoi la Spitalul „Sf. Spiridon” unde creează, în 1848, serviciul de chirurgie pe care-l conduce mai bine de 40 ani. A fost profesor Facultatea de Medicină din Iași creând, în 1880, Catedra de Chirurgie, astfel fiind considerat creatorul școlii științifice de chirurgie ieșene.
În activitatea sa a abortat o gamă largă de intervenții fiind, între altele, cel care a realizat pentru prima data în Principatele Române, în anul 1852 la Spitalul „Sfântul Spiridon”, o evacuare cu succes a unui hematom subdural sub anestezie cu eter.
Pe lângă activitatea chirurgicală, Ludovic Russ a fost și mamoș, cea mai celebră pacientă fiind Maria Obrenovici pe care a asistat-o la nașterea feciorului Milan, viitorul rege Milan I al Serbiei.
Spirit umanitarist, Ludovic Russ a contribuit, împreună cu Dumitrache Cantacuzino, la înființarea Spitalului „Sf. Treime” din Tătărași și cu Elena Doamna, la înființarea Spitalului de copii „Caritatea”, în 1880. Datorită empatiei sale pentru bolnavi a fost numit Papa Russ de către colegi și studenți.
Ludovic Russ a fost protomedic al Moldovei și epitrop al Spitalelor „Sfântul Spiridon” și „Caritatea”. De asemenea, a fost epitrop al Institutului „Anastasie Bașotă” din Pomârla.
A avut un singur descendent, Ludovic Russ junior, medic și profesor de clinică medicală la Facultatea de Medicină din Iași.

## Ordine și decorații
Atașat patriei de adopțiune, deși în vârstă de 61 de ani, a participat ca voluntar, alături de fiul său, la Războiul de Independență din 1877. Ca medic militar cu gradul de colonel a dirijat ambulanțele Crucii Roșii ale Moldovei și a operat în spitalele de campanie stabilite la Turnu Măgurele.
A fost decorat cu:
- Ordinul Steaua României;
- Ordinul Coroana României.